# Fulton (skonnert)
Fulton af Marstal er en jagtbygget tremastet skonnert, hjemmehørende i Marstal. Skonnerten er ejet af Nationalmuseet og drives af Fulton Fonden. 
I nutiden sejler Fulton i de danske farvande med afstikkere til nabolandene. Der sejles overvejende lejrskoletogter med klasser fra grundskoler og ungdomsskoler. Der arrangeres også ture med handicappede, arkæologiske dykkere, Lions Youth Exchange program, spejdere og andre ungdomsforeninger. Gæsterne er normalt med i 5 dage, hvor de efter påmønstringen inddeles i 3 hold, som på skift varetager alle de daglige gøremål som f. eks madlavning, sejlsætning og rortørn.
I tidens løb har Fulton gennemgået flere store restaureringer, bl.a. med udretning af kølbugten.

## Historie
Fulton blev bygget 1914-15 på C.L. Johansens skibsværft i Marstal til et partsrederi med Marius Eriksen som kaptajn. Eriksen opkaldte sit første skib efter ingeniøren Robert Fulton. 
Den sejlede bl.a. med klipfisk fra Newfoundland til Spanien. Fulton blev i 1923 solgt til fragtfart med hjemsted i Barsebäck i Skåne, fik sin første motor i 1925, og solgtes senere igen, i 1936, til Skärhamn i Bohuslän. 
1960 blev Fulton købt tilbage til Danmark af Roar Nielsen, Aalborg, der sejlede med den frem til 1969.
Med en donation fra Fisker & Nielsen A/S købte Nationalmuseet, og i løbet af foråret 1970 igen blev den oprigget som tremastet skonnert. Fra 1970 til 1987 sejlede skonnerten under Mogens Frohn Nielsens ledelse med socialt belastede unge, som blev anbragt på Fulton Stiftelsen i Assens. Skoler og andre institutioner havde også mulighed for at sejle med Fulton og besætningen.
Mogens Frohn Nielsen stod for kæft, trit og et kærligt knus og lagde ikke skjul på, at hvalpene fik et drag over nakken, hvis de havde fortjent det.. Sejlturen med Fulton fik mange unge på ret kurs. Mogens Frohn Nielsen måtte i 1987 forlade projektet efter uoverensstemmelser med bestyrelsen. En anden forklaring om bruddet findes i bogen »Skipper« og i Skippers Stuer. Mogens Frohn Nielsen testamenterede sit arkiv til journalist Bjarne Bekker. Det omfattende materiale kan ses på Skarø Museum, Skarø i Det sydfynske Øhav
Den 11. maj 2012 erklærede Fulton Stiftelsen sig konkurs, men blev reddet, da privatpersoner, sponsorer og fonde rejste en garantikapital .
Fulton Fonden blev stiftet den 7. februar 2013 af Fultons Venner. Fonden overtog ansvaret for den daglige drift.